# ATP World Tour 2008
ATP World Tour 2008 – sezon profesjonalnych męskich turniejów tenisowych organizowanych przez Association of Tennis Professionals w 2008 roku. ATP World Tour 2008 obejmuje turnieje wielkoszlemowe (organizowane przez International Tennis Federation), turnieje rangi ATP Masters Series, ATP International Series Gold, ATP International Series, zawody Pucharu Davisa (organizowane przez ITF), Tennis Masters Cup oraz Letnie Igrzyska Olimpijskie 2008 (organizowane przez ITF).

## Klasyfikacja turniejów
| Wielki Szlem                  |
| Tennis Masters Cup            |
| ATP Masters Series            |
| ATP International Series Gold |
| ATP International Series      |

## Styczeń
| Data        | Turniej                                                                  | Zwycięzcy                             | Wynik              | Finaliści                     | Półfinaliści                       | Ćwierćfinaliści                                                         |  |
| ----------- | ------------------------------------------------------------------------ | ------------------------------------- | ------------------ | ----------------------------- | ---------------------------------- | ----------------------------------------------------------------------- |  |
| 28 grudnia  | Next Generation Adelaide International Adelaide ATP International Series | Michaël Llodra                        | 6:3, 6:4           | Jarkko Nieminen               | Jo-Wilfried Tsonga Joseph Sirianni | Lleyton Hewitt Vince Spadea Benjamin Becker Paul-Henri Mathieu          |  |
| 28 grudnia  | Next Generation Adelaide International Adelaide ATP International Series | Martín García Marcelo Melo            | 6:3, 3:6, 10–7     | Chris Guccione Robert Smeets  | Jo-Wilfried Tsonga Joseph Sirianni | Lleyton Hewitt Vince Spadea Benjamin Becker Paul-Henri Mathieu          |  |
| 29 grudnia  | Qatar ExxonMobil Open Doha ATP International Series                      | Andy Murray                           | 6:4, 4:6, 6:2      | Stan Wawrinka                 | Nikołaj Dawydienko Ivan Ljubičić   | Dmitrij Tursunow Thomas Johansson Philipp Kohlschreiber Agustín Calleri |  |
| 29 grudnia  | Qatar ExxonMobil Open Doha ATP International Series                      | Philipp Kohlschreiber David Škoch     | 6:4, 4:6, 11–9     | Jeff Coetzee Wesley Moodie    | Nikołaj Dawydienko Ivan Ljubičić   | Dmitrij Tursunow Thomas Johansson Philipp Kohlschreiber Agustín Calleri |  |
| 1 stycznia  | Chennai Open Ćennaj ATP International Series                             | Michaił Jużny                         | 6:0, 6:1           | Rafael Nadal                  | Carlos Moyá Marin Čilić            | Guillermo García-López Florent Serra Xavier Malisse Robin Haase         |  |
| 1 stycznia  | Chennai Open Ćennaj ATP International Series                             | Sanchai Ratiwatana Sonchat Ratiwatana | 6:4, 7:5           | Markos Pagdatis Marc Gicquel  | Carlos Moyá Marin Čilić            | Guillermo García-López Florent Serra Xavier Malisse Robin Haase         |  |
| 4 stycznia  | Medibank International Sydney ATP International Series                   | Dmitrij Tursunow                      | 7:6, 7:6           | Chris Guccione                | Fabrice Santoro Radek Štěpánek     | Sébastien Grosjean Jewgienij Korolow Tomáš Berdych Agustín Calleri      |  |
| 4 stycznia  | Medibank International Sydney ATP International Series                   | Richard Gasquet Jo-Wilfried Tsonga    | 4:6, 6:4, 11–9     | Bob Bryan Mike Bryan          | Fabrice Santoro Radek Štěpánek     | Sébastien Grosjean Jewgienij Korolow Tomáš Berdych Agustín Calleri      |  |
| 4 stycznia  | Heineken Open Auckland ATP International Series                          | Philipp Kohlschreiber                 | 7:6, 7:5           | Juan Carlos Ferrero           | Julien Benneteau Juan Mónaco       | David Ferrer Nicolás Massú Michaël Llodra Florian Mayer                 |  |
| 4 stycznia  | Heineken Open Auckland ATP International Series                          | Luis Horna Juan Mónaco                | 4:6, 6:3, 10–7     | Xavier Malisse Jürgen Melzer  | Julien Benneteau Juan Mónaco       | David Ferrer Nicolás Massú Michaël Llodra Florian Mayer                 |  |
| 14 stycznia | Australian Open Melbourne Wielki Szlem                                   | Novak Đoković                         | 4:6, 6:4, 6:3, 7:6 | Jo-Wilfried Tsonga            | Roger Federer Rafael Nadal         | James Blake David Ferrer Michaił Jużny Jarkko Nieminen                  |  |
| 14 stycznia | Australian Open Melbourne Wielki Szlem                                   | Jonatan Erlich Andy Ram               | 7:5, 7:6           | Arnaud Clément Michaël Llodra | Roger Federer Rafael Nadal         | James Blake David Ferrer Michaił Jużny Jarkko Nieminen                  |  |
| 28 stycznia | Movistar Open Viña del Mar ATP International Series                      | Fernando González                     | walkower           | Juan Mónaco                   | Pablo Cuevas Santiago Ventura      | Carlos Berlocq José Acasuso Juan Pablo Brzezicki Fabio Fognini          |  |
| 28 stycznia | Movistar Open Viña del Mar ATP International Series                      | José Acasuso Sebastián Prieto         | 6:1, 3:0 k         | Máximo González Juan Mónaco   | Pablo Cuevas Santiago Ventura      | Carlos Berlocq José Acasuso Juan Pablo Brzezicki Fabio Fognini          |  |

## Luty
| Data      | Turniej                                                                   | Zwycięzcy                      | Wynik             | Finaliści                             | Półfinaliści                         | Ćwierćfinaliści                                                 |
| --------- | ------------------------------------------------------------------------- | ------------------------------ | ----------------- | ------------------------------------- | ------------------------------------ | --------------------------------------------------------------- |
| 11 lutego | Brasil Open Costa do Sauipe ATP International Series                      | Nicolás Almagro                | 7:6, 6:3, 7:5     | Carlos Moyá                           | Nicolás Lapentti Fabio Fognini       | Óscar Hernández Eduardo Schwank Ivo Minář Filippo Volandri      |
| 11 lutego | Brasil Open Costa do Sauipe ATP International Series                      | Marcelo Melo André Sá          | 4:6, 6:2, 10–7    | Albert Montañés Santiago Ventura      | Nicolás Lapentti Fabio Fognini       | Óscar Hernández Eduardo Schwank Ivo Minář Filippo Volandri      |
| 11 lutego | International Tennis Championships Delray Beach ATP International Series  | Kei Nishikori                  | 3:6, 6:1, 6:4     | James Blake                           | Robby Ginepri Sam Querrey            | Igor Kunicyn Mardy Fish Vince Spadea Bobby Reynolds             |
| 11 lutego | International Tennis Championships Delray Beach ATP International Series  | Maks Mirny Jamie Murray        | 6:4, 3:6, 10:6    | Bob Bryan Mike Bryan                  | Robby Ginepri Sam Querrey            | Igor Kunicyn Mardy Fish Vince Spadea Bobby Reynolds             |
| 11 lutego | Open 13 Marsylia ATP International Series                                 | Andy Murray                    | 6:3, 6:4          | Mario Ančić                           | Paul-Henri Mathieu Markos Pagdatis   | Gilles Simon Nicolas Mahut Michaił Jużny Robin Söderling        |
| 11 lutego | Open 13 Marsylia ATP International Series                                 | Martin Damm Pavel Vízner       | 7:6, 7:5          | Yves Allegro Jeff Coetzee             | Paul-Henri Mathieu Markos Pagdatis   | Gilles Simon Nicolas Mahut Michaił Jużny Robin Söderling        |
| 18 lutego | ABN AMRO World Tennis Tournament Rotterdam ATP International Series Gold  | Michaël Llodra                 | 6:7, 6:3, 7:6     | Robin Söderling                       | Ivo Karlović Gilles Simon            | Mischa Zverev Robin Haase Andreas Seppi Tejmuraz Gabaszwili     |
| 18 lutego | ABN AMRO World Tennis Tournament Rotterdam ATP International Series Gold  | Tomáš Berdych Dmitrij Tursunow | 7:5, 3:6, 10:7    | Philipp Kohlschreiber Michaił Jużny   | Ivo Karlović Gilles Simon            | Mischa Zverev Robin Haase Andreas Seppi Tejmuraz Gabaszwili     |
| 18 lutego | Copa Telmex Buenos Aires ATP International Series                         | David Nalbandian               | 3:6, 7:6, 6:4     | José Acasuso                          | Filippo Volandri Juan Ignacio Chela  | Igor Andriejew Potito Starace Nicolás Almagro Agustín Calleri   |
| 18 lutego | Copa Telmex Buenos Aires ATP International Series                         | Agustín Calleri Luis Horna     | 6:0, 6:7, 10:2    | Werner Eschauer Peter Luczak          | Filippo Volandri Juan Ignacio Chela  | Igor Andriejew Potito Starace Nicolás Almagro Agustín Calleri   |
| 18 lutego | SAP Open San Jose ATP International Series                                | Andy Roddick                   | 6:4, 7:5          | Radek Štěpánek                        | Guillermo García-López Robby Ginepri | Mardy Fish John Isner Lu Yen-hsun James Blake                   |
| 18 lutego | SAP Open San Jose ATP International Series                                | Scott Lipsky David Martin      | 7:6, 7:5          | Bob Bryan Mike Bryan                  | Guillermo García-López Robby Ginepri | Mardy Fish John Isner Lu Yen-hsun James Blake                   |
| 25 lutego | Abierto Mexicano Telcel Acapulco ATP International Series Gold            | Nicolás Almagro                | 6:1, 7:6(1)       | David Nalbandian                      | Luis Horna José Acasuso              | Potito Starace Agustín Calleri Marcel Granollers Nicolás Massú  |
| 25 lutego | Abierto Mexicano Telcel Acapulco ATP International Series Gold            | Oliver Marach Michal Mertiňák  | 6:2, 6(3):7, 10:7 | Agustín Calleri Luis Horna            | Luis Horna José Acasuso              | Potito Starace Agustín Calleri Marcel Granollers Nicolás Massú  |
| 25 lutego | Regions Morgan Keegan Championships Memphis ATP International Series Gold | Steve Darcis                   | 6:3, 7:6(5)       | Robin Söderling                       | Radek Štěpánek Jonas Björkman        | Andy Roddick Chris Guccione Benjamin Becker Donald Young        |
| 25 lutego | Regions Morgan Keegan Championships Memphis ATP International Series Gold | Mahesh Bhupathi Mark Knowles   | 7:6(5), 6:2       | Sanchai Ratiwatana Sonchat Ratiwatana | Radek Štěpánek Jonas Björkman        | Andy Roddick Chris Guccione Benjamin Becker Donald Young        |
| 25 lutego | PBZ Zagrzeb Indoors Zagrzeb ATP International Series                      | Serhij Stachowski              | 7:5, 6:4          | Ivan Ljubičić                         | Simone Bolelli Mario Ančić           | Janko Tipsarević Tejmuraz Gabaszwili Robin Haase Olivier Rochus |
| 25 lutego | PBZ Zagrzeb Indoors Zagrzeb ATP International Series                      | Paul Hanley Jordan Kerr        | 6:3, 3:6, 10:8    | Christopher Kas Rogier Wassen         | Simone Bolelli Mario Ančić           | Janko Tipsarević Tejmuraz Gabaszwili Robin Haase Olivier Rochus |

## Marzec
| Data     | Turniej                                                        | Zwycięzcy                       | Wynik          | Finaliści                    | Półfinaliści                     | Ćwierćfinaliści                                              |
| -------- | -------------------------------------------------------------- | ------------------------------- | -------------- | ---------------------------- | -------------------------------- | ------------------------------------------------------------ |
| 3 marca  | Dubai Tennis Championships Dubaj ATP International Series Gold | Andy Roddick                    | 6:7, 6:4, 6:2  | Feliciano López              | Nikołaj Dawydienko Novak Đoković | Andy Murray David Ferrer Rafael Nadal Igor Andriejew         |
| 3 marca  | Dubai Tennis Championships Dubaj ATP International Series Gold | Mahesh Bhupathi Mark Knowles    | 7:5, 7:6       | Martin Damm Pavel Vízner     | Nikołaj Dawydienko Novak Đoković | Andy Murray David Ferrer Rafael Nadal Igor Andriejew         |
| 3 marca  | Tennis Channel Open Las Vegas ATP International Series         | Sam Querrey                     | 4:6, 6:3, 6:4  | Kevin Anderson               | Robby Ginepri Guillermo Cañas    | Jewgienij Korolow Ernests Gulbis Amer Delić Julien Benneteau |
| 3 marca  | Tennis Channel Open Las Vegas ATP International Series         | Julien Benneteau Michaël Llodra | 6:4, 4:6, 10:8 | Bob Bryan Mike Bryan         | Robby Ginepri Guillermo Cañas    | Jewgienij Korolow Ernests Gulbis Amer Delić Julien Benneteau |
| 13 marca | Pacific Life Open Indian Wells ATP Masters Series              | Novak Đoković                   | 6:2, 5:7, 6:3  | Mardy Fish                   | Roger Federer Rafael Nadal       | Tommy Haas David Nalbandian Stan Wawrinka James Blake        |
| 13 marca | Pacific Life Open Indian Wells ATP Masters Series              | Jonatan Erlich Andy Ram         | 6:4, 6:4       | Daniel Nestor Nenad Zimonjić | Roger Federer Rafael Nadal       | Tommy Haas David Nalbandian Stan Wawrinka James Blake        |
| 26 marca | Sony Ericsson Open Miami ATP Masters Series                    | Nikołaj Dawydienko              | 6:4, 6:2       | Rafael Nadal                 | Tomáš Berdych Andy Roddick       | Igor Andriejew James Blake Roger Federer Janko Tipsarević    |
| 26 marca | Sony Ericsson Open Miami ATP Masters Series                    | Bob Bryan Mike Bryan            | 6:2, 6:2       | Mahesh Bhupathi Mark Knowles | Tomáš Berdych Andy Roddick       | Igor Andriejew James Blake Roger Federer Janko Tipsarević    |

## Kwiecień
| Data        | Turniej                                                              | Zwycięzcy                       | Wynik               | Finaliści                            | Półfinaliści                       | Ćwierćfinaliści                                                  |
| ----------- | -------------------------------------------------------------------- | ------------------------------- | ------------------- | ------------------------------------ | ---------------------------------- | ---------------------------------------------------------------- |
| 14 kwietnia | Open de Tenis Comunidad Valenciana Walencja ATP International Series | David Ferrer                    | 4:6, 6:2, 7:6(2)    | Nicolás Almagro                      | Tommy Robredo Jewgienij Korolow    | Fernando Verdasco Potito Starace Robin Haase Juan Mónaco         |
| 14 kwietnia | Open de Tenis Comunidad Valenciana Walencja ATP International Series | Máximo González Juan Mónaco     | 7:5, 7:5            | Travis Parrott Filip Polášek         | Tommy Robredo Jewgienij Korolow    | Fernando Verdasco Potito Starace Robin Haase Juan Mónaco         |
| 14 kwietnia | US Men’s Clay Court Championships Houston ATP International Series   | Marcel Granollers               | 6:4, 1:6, 7:5       | James Blake                          | Óscar Hernández Wayne Odesnik      | Agustín Calleri Mardy Fish Marcos Daniel Sergio Roitman          |
| 14 kwietnia | US Men’s Clay Court Championships Houston ATP International Series   | Ernests Gulbis Rainer Schüttler | 7:5, 7:6(3)         | Pablo Cuevas Marcel Granollers       | Óscar Hernández Wayne Odesnik      | Agustín Calleri Mardy Fish Marcos Daniel Sergio Roitman          |
| 14 kwietnia | Estoril Open Estoril ATP International Series                        | Roger Federer                   | 7:6(5), 1:2 k       | Nikołaj Dawydienko                   | Denis Gremelmayr Florent Serra     | Fred Gil Jiří Vaněk Flavio Cipolla Marc Gicquel                  |
| 14 kwietnia | Estoril Open Estoril ATP International Series                        | Jeff Coetzee Wesley Moodie      | 6:2, 4:6, 10:8      | Jamie Murray Kevin Ullyett           | Denis Gremelmayr Florent Serra     | Fred Gil Jiří Vaněk Flavio Cipolla Marc Gicquel                  |
| 21 kwietnia | Masters Series Monte Carlo Monako ATP Masters Series                 | Rafael Nadal                    | 7:5, 7:5            | Roger Federer                        | Novak Đoković Nikołaj Dawydienko   | Igor Andriejew David Nalbandian David Ferrer Sam Querrey         |
| 21 kwietnia | Masters Series Monte Carlo Monako ATP Masters Series                 | Rafael Nadal Tommy Robredo      | 6:3, 6:3            | Mahesh Bhupathi Mark Knowles         | Novak Đoković Nikołaj Dawydienko   | Igor Andriejew David Nalbandian David Ferrer Sam Querrey         |
| 28 kwietnia | Open Sabadell Atlántico Barcelona ATP International Series Gold      | Rafael Nadal                    | 6:1, 4:6, 6:1       | David Ferrer                         | Denis Gremelmayr Stan Wawrinka     | Albert Montañés Tommy Robredo Juan Ignacio Chela Nicolás Almagro |
| 28 kwietnia | Open Sabadell Atlántico Barcelona ATP International Series Gold      | Bob Bryan Mike Bryan            | 6:3, 6:2            | Mariusz Fyrstenberg Marcin Matkowski | Denis Gremelmayr Stan Wawrinka     | Albert Montañés Tommy Robredo Juan Ignacio Chela Nicolás Almagro |
| 28 kwietnia | BMW Open Monachium ATP International Series                          | Fernando González               | 7:6(4), 6(4):7, 6:3 | Simone Bolelli                       | Junus al-Ajnawi Paul-Henri Mathieu | Marat Safin Juan Martín del Potro Lee Hyung-taik Marin Čilić     |
| 28 kwietnia | BMW Open Monachium ATP International Series                          | Michael Berrer Rainer Schüttler | 7:5, 3:6, 10:8      | Scott Lipsky David Martin            | Junus al-Ajnawi Paul-Henri Mathieu | Marat Safin Juan Martín del Potro Lee Hyung-taik Marin Čilić     |

## Maj
| Data    | Turniej                                                      | Zwycięzcy                        | Wynik              | Finaliści                    | Półfinaliści                       | Ćwierćfinaliści                                                |
| ------- | ------------------------------------------------------------ | -------------------------------- | ------------------ | ---------------------------- | ---------------------------------- | -------------------------------------------------------------- |
| 5 maja  | Internazionali BNL d’Italia Rzym ATP Masters Series          | Novak Đoković                    | 4:6, 6:3, 6:3      | Stan Wawrinka                | Andy Roddick Radek Štěpánek        | James Blake Tommy Robredo Nicolás Almagro Roger Federer        |
| 5 maja  | Internazionali BNL d’Italia Rzym ATP Masters Series          | Bob Bryan Mike Bryan             | 3:6, 6:4, 10:8     | Daniel Nestor Nenad Zimonjić | Andy Roddick Radek Štěpánek        | James Blake Tommy Robredo Nicolás Almagro Roger Federer        |
| 12 maja | Masters Series Hamburg Hamburg ATP Masters Series            | Rafael Nadal                     | 7:5 6:7(3), 6:3    | Roger Federer                | Andreas Seppi Novak Đoković        | Fernando Verdasco Nicolas Kiefer Albert Montañés Carlos Moyá   |
| 12 maja | Masters Series Hamburg Hamburg ATP Masters Series            | Daniel Nestor Nenad Zimonjić     | 6:4, 5:7, 10:8     | Bob Bryan Mike Bryan         | Andreas Seppi Novak Đoković        | Fernando Verdasco Nicolas Kiefer Albert Montañés Carlos Moyá   |
| 18 maja | Hypo Group International Pörtschach ATP International Series | Nikołaj Dawydienko               | 6:2, 2:6, 6:2      | Juan Mónaco                  | Igor Kunicyn Ivan Ljubičić         | Andreas Seppi Jürgen Melzer Robby Ginepri Daniel Gimeno-Traver |
| 18 maja | Hypo Group International Pörtschach ATP International Series | Marcelo Melo André Sá            | 7:5, 6(3):7, 13:11 | Julian Knowle Jürgen Melzer  | Igor Kunicyn Ivan Ljubičić         | Andreas Seppi Jürgen Melzer Robby Ginepri Daniel Gimeno-Traver |
| 19 maja | Grand Prix Hassan II Casablanca ATP International Series     | Gilles Simon                     | 7:5, 6:2           | Julien Benneteau             | Jo-Wilfried Tsonga Agustín Calleri | Santiago Ventura Marc Gicquel Junus al-Ajnawi Óscar Hernández  |
| 19 maja | Grand Prix Hassan II Casablanca ATP International Series     | Albert Montañés Santiago Ventura | 6:1, 6:2           | James Cerretani Todd Perry   | Jo-Wilfried Tsonga Agustín Calleri | Santiago Ventura Marc Gicquel Junus al-Ajnawi Óscar Hernández  |
| 26 maja | Roland Garros Paryż Wielki Szlem                             | Rafael Nadal                     | 6:1, 6:3, 6:0      | Roger Federer                | Gaël Monfils Novak Đoković         | Ernests Gulbis Nicolás Almagro Fernando González David Ferrer  |
| 26 maja | Roland Garros Paryż Wielki Szlem                             | Pablo Cuevas Luis Horna          | 6:2, 6:3           | Daniel Nestor Nenad Zimonjić | Gaël Monfils Novak Đoković         | Ernests Gulbis Nicolás Almagro Fernando González David Ferrer  |

## Czerwiec
| Data       | Turniej                                                  | Zwycięzcy                            | Wynik                         | Finaliści                         | Półfinaliści                          | Ćwierćfinaliści                                                     |
| ---------- | -------------------------------------------------------- | ------------------------------------ | ----------------------------- | --------------------------------- | ------------------------------------- | ------------------------------------------------------------------- |
| 9 czerwca  | Gerry Weber Open Halle ATP International Series          | Roger Federer                        | 6:3, 6:4                      | Philipp Kohlschreiber             | Nicolas Kiefer James Blake            | Michaël Llodra Robin Söderling Markos Pagdatis Andreas Beck         |
| 9 czerwca  | Gerry Weber Open Halle ATP International Series          | Michaił Jużny Mischa Zverev          | 3:6, 6:4, 10:3                | Lukáš Dlouhý Leander Paes         | Nicolas Kiefer James Blake            | Michaël Llodra Robin Söderling Markos Pagdatis Andreas Beck         |
| 9 czerwca  | The Artois Championships Londyn ATP International Series | Rafael Nadal                         | 7:6(5), 7:5                   | Novak Đoković                     | Andy Roddick David Nalbandian         | Ivo Karlović Andy Murray Richard Gasquet Lleyton Hewitt             |
| 9 czerwca  | The Artois Championships Londyn ATP International Series | Daniel Nestor Nenad Zimonjić         | 6:4, 7:6(3)                   | Marcelo Melo André Sá             | Andy Roddick David Nalbandian         | Ivo Karlović Andy Murray Richard Gasquet Lleyton Hewitt             |
| 9 czerwca  | Orange Warsaw Open Warszawa ATP International Series     | Nikołaj Dawydienko                   | 6:3, 6:3                      | Tommy Robredo                     | Fabio Fognini Juan Mónaco             | Jewgienij Korolow Guillermo Cañas Marcel Granollers Óscar Hernández |
| 9 czerwca  | Orange Warsaw Open Warszawa ATP International Series     | Mariusz Fyrstenberg Marcin Matkowski | 6:0, 3:6, 10:4                | Nikołaj Dawydienko Jurij Szczukin | Fabio Fognini Juan Mónaco             | Jewgienij Korolow Guillermo Cañas Marcel Granollers Óscar Hernández |
| 16 czerwca | Ordina Open ’s-Hertogenbosch ATP International Series    | David Ferrer                         | 6:4, 6:2                      | Marc Gicquel                      | Juan Martín del Potro Guillermo Cañas | Mario Ančić Arnaud Clément Viktor Troicki Jürgen Melzer             |
| 16 czerwca | Ordina Open ’s-Hertogenbosch ATP International Series    | Mario Ančić Jürgen Melzer            | 7:6(5), 6:3                   | Mahesh Bhupathi Leander Paes      | Juan Martín del Potro Guillermo Cañas | Mario Ančić Arnaud Clément Viktor Troicki Jürgen Melzer             |
| 16 czerwca | The Nottingham Open Nottingham ATP International Series  | Ivo Karlović                         | 7:5, 6(4):7, 7:6(8)           | Fernando Verdasco                 | Gaël Monfils Marin Čilić              | Vince Spadea Andreas Seppi Gilles Simon Thomas Johansson            |
| 16 czerwca | The Nottingham Open Nottingham ATP International Series  | Bruno Soares Kevin Ullyett           | 6:2, 7:6(5)                   | Jeff Coetzee Jamie Murray         | Gaël Monfils Marin Čilić              | Vince Spadea Andreas Seppi Gilles Simon Thomas Johansson            |
| 23 czerwca | Wimbledon Londyn Wielki Szlem                            | Rafael Nadal                         | 6:4, 6:4, 6:7(5), 6:7(8), 9:7 | Roger Federer                     | Marat Safin Rainer Schüttler          | Mario Ančić Feliciano López Arnaud Clément Andy Murray              |
| 23 czerwca | Wimbledon Londyn Wielki Szlem                            | Daniel Nestor Nenad Zimonjić         | 7:6(12), 6:7(3), 6:3, 6:3     | Jonas Björkman Kevin Ullyett      | Marat Safin Rainer Schüttler          | Mario Ančić Feliciano López Arnaud Clément Andy Murray              |

## Lipiec
| Data     | Turniej                                                                       | Zwycięzcy                             | Wynik          | Finaliści                          | Półfinaliści                         | Ćwierćfinaliści                                                      |
| -------- | ----------------------------------------------------------------------------- | ------------------------------------- | -------------- | ---------------------------------- | ------------------------------------ | -------------------------------------------------------------------- |
| 7 lipca  | Mercedes Cup Stuttgart ATP International Series Gold                          | Juan Martín del Potro                 | 6:4, 7:5       | Richard Gasquet                    | Eduardo Schwank Agustín Calleri      | Jan Hernych Philipp Kohlschreiber Michael Berrer Albert Montañés     |
| 7 lipca  | Mercedes Cup Stuttgart ATP International Series Gold                          | Christopher Kas Philipp Kohlschreiber | 6:3, 6:4       | Michael Berrer Mischa Zverev       | Eduardo Schwank Agustín Calleri      | Jan Hernych Philipp Kohlschreiber Michael Berrer Albert Montañés     |
| 7 lipca  | Allianz Suisse Open Gstaad Gstaad ATP International Series                    | Victor Hănescu                        | 6:3, 6:4       | Igor Andriejew                     | Stan Wawrinka Guillermo García-López | Guillermo Cañas Jérémy Chardy Michaił Jużny Marin Čilić              |
| 7 lipca  | Allianz Suisse Open Gstaad Gstaad ATP International Series                    | Jaroslav Levinský Filip Polášek       | 3:6, 6:2, 11:9 | Stéphane Bohli Stan Wawrinka       | Stan Wawrinka Guillermo García-López | Guillermo Cañas Jérémy Chardy Michaił Jużny Marin Čilić              |
| 7 lipca  | Campbell's Hall of Fame Tennis Championships Newport ATP International Series | Fabrice Santoro                       | 6:3, 7:5       | Prakash Amritraj                   | Frank Dancevic Vince Spadea          | Rohan Bopanna Igor Kunicyn Alexander Peya Iván Navarro               |
| 7 lipca  | Campbell's Hall of Fame Tennis Championships Newport ATP International Series | Mardy Fish John Isner                 | 6:4, 7:6(1)    | Rohan Bopanna Aisam-ul-Haq Qureshi | Frank Dancevic Vince Spadea          | Rohan Bopanna Igor Kunicyn Alexander Peya Iván Navarro               |
| 7 lipca  | Catella Swedish Open Båstad ATP International Series                          | Tommy Robredo                         | 6:4, 6:1       | Tomáš Berdych                      | David Ferrer Fernando Verdasco       | Robin Söderling Jarkko Nieminen Potito Starace Björn Rehnquist       |
| 7 lipca  | Catella Swedish Open Båstad ATP International Series                          | Jonas Björkman Robin Söderling        | 6:2, 6:2       | Johan Brunström Jean-Julien Rojer  | David Ferrer Fernando Verdasco       | Robin Söderling Jarkko Nieminen Potito Starace Björn Rehnquist       |
| 14 lipca | Dutch Open Tennis Amersfoort ATP International Series                         | Albert Montañés                       | 1:6, 7:5, 6:3  | Steve Darcis                       | Marc Gicquel Óscar Hernández         | Tejmuraz Gabaszwili Christophe Rochus Marcel Granollers José Acasuso |
| 14 lipca | Dutch Open Tennis Amersfoort ATP International Series                         | František Čermák Rogier Wassen        | 7:5, 7:5       | Jesse Huta Galung Igor Sijsling    | Marc Gicquel Óscar Hernández         | Tejmuraz Gabaszwili Christophe Rochus Marcel Granollers José Acasuso |
| 14 lipca | Indianapolis Tennis Championships Indianapolis ATP International Series       | Gilles Simon                          | 6:4, 6:4       | Dmitrij Tursunow                   | James Blake Sam Querrey              | Lu Yen-hsun Paul Capdeville Bobby Reynolds Tommy Haas                |
| 14 lipca | Indianapolis Tennis Championships Indianapolis ATP International Series       | Ashley Fisher Tripp Phillips          | 3:6, 6:3, 10:5 | Scott Lipsky David Martin          | James Blake Sam Querrey              | Lu Yen-hsun Paul Capdeville Bobby Reynolds Tommy Haas                |
| 14 lipca | Austrian Open Kitzbühel ATP International Series Gold                         | Juan Martín del Potro                 | 6:2, 6:1       | Jürgen Melzer                      | Victor Hănescu Potito Starace        | Nicolas Devilder Brian Dabul Eduardo Schwank Rainer Schüttler        |
| 14 lipca | Austrian Open Kitzbühel ATP International Series Gold                         | James Cerretani Victor Hănescu        | 6:3, 7:5       | Lucas Arnold Ker Olivier Rochus    | Victor Hănescu Potito Starace        | Nicolas Devilder Brian Dabul Eduardo Schwank Rainer Schüttler        |
| 14 lipca | Studena Croatia Open Umag Umag ATP International Series                       | Fernando Verdasco                     | 3:6, 6:4, 7:6  | Igor Andriejew                     | Fabio Fognini Máximo González        | Mischa Zverev Carlos Moyá Guillermo Cañas Roko Karanušić             |
| 14 lipca | Studena Croatia Open Umag Umag ATP International Series                       | Michal Mertiňák Petr Pála             | 2:6, 6:3, 10:5 | Carlos Berlocq Fabio Fognini       | Fabio Fognini Máximo González        | Mischa Zverev Carlos Moyá Guillermo Cañas Roko Karanušić             |
| 21 lipca | Rogers Cup Montreal ATP Masters Series                                        | Rafael Nadal                          | 6:3, 6:2       | Nicolas Kiefer                     | Gilles Simon Andy Murray             | Marin Čilić James Blake Novak Đoković Richard Gasquet                |
| 21 lipca | Rogers Cup Montreal ATP Masters Series                                        | Daniel Nestor Nenad Zimonjić          | 6:2, 4:6, 10:6 | Bob Bryan Mike Bryan               | Gilles Simon Andy Murray             | Marin Čilić James Blake Novak Đoković Richard Gasquet                |
| 28 lipca | Western & Southern Financial Group Masters Cincinnati ATP Masters Series      | Andy Murray                           | 7:6(4), 7:6(5) | Novak Đoković                      | Ivo Karlović Rafael Nadal            | Philipp Kohlschreiber Carlos Moyá Ernests Gulbis Nicolás Lapentti    |
| 28 lipca | Western & Southern Financial Group Masters Cincinnati ATP Masters Series      | Bob Bryan Mike Bryan                  | 7:6(2), 10:7   | Jonatan Erlich Andy Ram            | Ivo Karlović Rafael Nadal            | Philipp Kohlschreiber Carlos Moyá Ernests Gulbis Nicolás Lapentti    |

## Sierpień
| Data        | Turniej                                                       | Zwycięzcy                     | Wynik          | Finaliści                    | Półfinaliści                   | Ćwierćfinaliści                                             |
| ----------- | ------------------------------------------------------------- | ----------------------------- | -------------- | ---------------------------- | ------------------------------ | ----------------------------------------------------------- |
| 4 sierpnia  | Countrywide Classic Los Angeles ATP International Series      | Juan Martín del Potro         | 6:1, 7:6(2)    | Andy Roddick                 | Denis Gremelmayr Mardy Fish    | Marc Gicquel Marat Safin Amer Delić Florent Serra           |
| 4 sierpnia  | Countrywide Classic Los Angeles ATP International Series      | Rohan Bopanna Eric Butorac    | 7:6(5), 7:6(5) | Travis Parrott Dušan Vemić   | Denis Gremelmayr Mardy Fish    | Marc Gicquel Marat Safin Amer Delić Florent Serra           |
| 11 sierpnia | Legg Mason Tennis Classic Waszyngton ATP International Series | Juan Martín del Potro         | 6:3, 6:3       | Viktor Troicki               | Igor Kunicyn Tommy Haas        | Andy Roddick Somdev Devvarman Alejandro Falla John Isner    |
| 11 sierpnia | Legg Mason Tennis Classic Waszyngton ATP International Series | Marc Gicquel Robert Lindstedt | 7:6, 6:3       | Bruno Soares Kevin Ullyett   | Igor Kunicyn Tommy Haas        | Andy Roddick Somdev Devvarman Alejandro Falla John Isner    |
| 17 sierpnia | Pilot Pen Tennis New Haven ATP International Series           | Marin Čilić                   | 6:4, 4:6, 6:2  | Mardy Fish                   | Fernando Verdasco Luka Gregorc | Mischa Zverev Jesse Levine Igor Andriejew Andreas Seppi     |
| 17 sierpnia | Pilot Pen Tennis New Haven ATP International Series           | Marcelo Melo André Sá         | 7:5, 6:2       | Mahesh Bhupathi Mark Knowles | Fernando Verdasco Luka Gregorc | Mischa Zverev Jesse Levine Igor Andriejew Andreas Seppi     |
| 25 sierpnia | US Open Nowy Jork Wielki Szlem                                | Roger Federer                 | 6:2, 7:5, 6:2  | Andy Murray                  | Novak Đoković Rafael Nadal     | Mardy Fish Juan Martín del Potro Andy Roddick Gilles Müller |
| 25 sierpnia | US Open Nowy Jork Wielki Szlem                                | Bob Bryan Mike Bryan          | 7:6,7:6        | Lukáš Dlouhý Leander Paes    | Novak Đoković Rafael Nadal     | Mardy Fish Juan Martín del Potro Andy Roddick Gilles Müller |

## Wrzesień
| Data        | Turniej                                                                 | Zwycięzcy                           | Wynik                 | Finaliści                            | Półfinaliści                    | Ćwierćfinaliści                                                       |
| ----------- | ----------------------------------------------------------------------- | ----------------------------------- | --------------------- | ------------------------------------ | ------------------------------- | --------------------------------------------------------------------- |
| 8 września  | BCR Open Romania Bukareszt ATP International Series                     | Gilles Simon                        | 6:3, 6:4              | Carlos Moyá                          | Richard Gasquet José Acasuso    | Guillermo García-López Florent Serra Tejmuraz Gabaszwili Iván Navarro |
| 8 września  | BCR Open Romania Bukareszt ATP International Series                     | Nicolas Devilder Paul-Henri Mathieu | 7:6(4), 6:7(9), 22:20 | Mariusz Fyrstenberg Marcin Matkowski | Richard Gasquet José Acasuso    | Guillermo García-López Florent Serra Tejmuraz Gabaszwili Iván Navarro |
| 22 września | China Open Pekin ATP International Series                               | Andy Roddick                        | 6:4, 6:7, 6:3         | Dudi Sela                            | Rainer Schüttler Björn Phau     | Tommy Robredo Richard Gasquet Fernando González Juan Carlos Ferrero   |
| 22 września | China Open Pekin ATP International Series                               | Stephen Huss Ross Hutchins          | 7:5, 6:4              | Ashley Fisher Bobby Reynolds         | Rainer Schüttler Björn Phau     | Tommy Robredo Richard Gasquet Fernando González Juan Carlos Ferrero   |
| 22 września | Thailand Open Bangkok ATP International Series                          | Jo-Wilfried Tsonga                  | 7:6(4), 6:4           | Novak Đoković                        | Gaël Monfils Tomáš Berdych      | Robin Söderling Nicolas Mahut Philipp Petzschner Jürgen Melzer        |
| 22 września | Thailand Open Bangkok ATP International Series                          | Lukáš Dlouhý Leander Paes           | 6:4, 7:6(4)           | Scott Lipsky David Martin            | Gaël Monfils Tomáš Berdych      | Robin Söderling Nicolas Mahut Philipp Petzschner Jürgen Melzer        |
| 29 września | Open de Moselle Metz ATP International Series                           | Dmitrij Tursunow                    | 7:6, 1:6, 6:4         | Paul-Henri Mathieu                   | Radek Štěpánek Adrian Mannarino | Eduardo Schwank Carlos Moyá Janko Tipsarević Marc Gicquel             |
| 29 września | Open de Moselle Metz ATP International Series                           | Arnaud Clément Michaël Llodra       | 5:7, 6:3, 7:6         | Mariusz Fyrstenberg Marcin Matkowski | Radek Štěpánek Adrian Mannarino | Eduardo Schwank Carlos Moyá Janko Tipsarević Marc Gicquel             |
| 29 września | AIG Japan Open Tennis Championships Tokio ATP International Series Gold | Tomáš Berdych                       | 6:1, 6:4              | Juan Martín del Potro                | Richard Gasquet Andy Roddick    | David Ferrer Rainer Schüttler Fernando González Viktor Troicki        |
| 29 września | AIG Japan Open Tennis Championships Tokio ATP International Series Gold | Mischa Zverev Michaił Jużny         | 6:3, 6:4              | Lukáš Dlouhý Leander Paes            | Richard Gasquet Andy Roddick    | David Ferrer Rainer Schüttler Fernando González Viktor Troicki        |

## Październik
| Data            | Turniej                                                       | Zwycięzcy                            | Wynik          | Finaliści                             | Półfinaliści                          | Ćwierćfinaliści                                                    |
| --------------- | ------------------------------------------------------------- | ------------------------------------ | -------------- | ------------------------------------- | ------------------------------------- | ------------------------------------------------------------------ |
| 6 października  | Kremlin Cup Moskwa ATP International Series                   | Igor Kunicyn                         | 7:6, 6:7, 6:3  | Marat Safin                           | Mischa Zverev Fabrice Santoro         | Nikołaj Dawydienko Viktor Troicki Paul-Henri Mathieu Jérémy Chardy |
| 6 października  | Kremlin Cup Moskwa ATP International Series                   | Serhij Stachowski Potito Starace     | 7:6, 2:6, 10:6 | Stephen Huss Ross Hutchins            | Mischa Zverev Fabrice Santoro         | Nikołaj Dawydienko Viktor Troicki Paul-Henri Mathieu Jérémy Chardy |
| 6 października  | If Stockholm Open Sztokholm ATP International Series          | David Nalbandian                     | 6:2, 5:7, 6:3  | Robin Söderling                       | Jarkko Nieminen Kei Nishikori         | Albert Montañés Óscar Hernández Rainer Schüttler Mario Ančić       |
| 6 października  | If Stockholm Open Sztokholm ATP International Series          | Jonas Björkman Kevin Ullyett         | 6:1, 6:3       | Johan Brunström Michael Ryderstedt    | Jarkko Nieminen Kei Nishikori         | Albert Montañés Óscar Hernández Rainer Schüttler Mario Ančić       |
| 6 października  | BA-CA-TennisTrophy Wiedeń ATP International Series Gold       | Philipp Petzschner                   | 6:4, 6:4       | Gaël Monfils                          | Philipp Kohlschreiber Feliciano López | Carlos Moyá Jürgen Melzer Fernando Verdasco Fernando González      |
| 6 października  | BA-CA-TennisTrophy Wiedeń ATP International Series Gold       | Maks Mirny Andy Ram                  | 6:1, 7:5       | Philipp Petzschner Alexander Peya     | Philipp Kohlschreiber Feliciano López | Carlos Moyá Jürgen Melzer Fernando Verdasco Fernando González      |
| 13 października | Mutua Madrilena Masters Madrid Madryt ATP Masters Series      | Andy Murray                          | 6:4, 7:6       | Gilles Simon                          | Roger Federer Rafael Nadal            | Juan Martín del Potro Gaël Monfils Ivo Karlović Feliciano López    |
| 13 października | Mutua Madrilena Masters Madrid Madryt ATP Masters Series      | Mariusz Fyrstenberg Marcin Matkowski | 6:4, 6:2       | Mahesh Bhupathi Mark Knowles          | Roger Federer Rafael Nadal            | Juan Martín del Potro Gaël Monfils Ivo Karlović Feliciano López    |
| 20 października | Davidoff Swiss Indoors Basel Bazylea ATP International Series | Roger Federer                        | 6:3, 6:4       | David Nalbandian                      | Juan Martín del Potro Feliciano López | Benjamin Becker Igor Andriejew Simone Bolelli James Blake          |
| 20 października | Davidoff Swiss Indoors Basel Bazylea ATP International Series | Mahesh Bhupathi Mark Knowles         | 6:3, 6:3       | Christopher Kas Philipp Kohlschreiber | Juan Martín del Potro Feliciano López | Benjamin Becker Igor Andriejew Simone Bolelli James Blake          |
| 20 października | Grand Prix de Tennis de Lyon Lyon ATP International Series    | Robin Söderling                      | 6:3, 6:7, 6:1  | Julien Benneteau                      | Gilles Simon Jo-Wilfried Tsonga       | Andy Roddick Josselin Ouanna Juan Carlos Ferrero Steve Darcis      |
| 20 października | Grand Prix de Tennis de Lyon Lyon ATP International Series    | Michaël Llodra Andy Ram              | 6:3, 5:7, 7:6  | Stephen Huss Ross Hutchins            | Gilles Simon Jo-Wilfried Tsonga       | Andy Roddick Josselin Ouanna Juan Carlos Ferrero Steve Darcis      |
| 20 października | St. Petersburg Open Petersburg ATP International Series       | Andy Murray                          | 6:1, 6:1       | Andriej Gołubiew                      | Victor Hănescu Fernando Verdasco      | Rainer Schüttler Mischa Zverev Michaił Jełgin Janko Tipsarević     |
| 20 października | St. Petersburg Open Petersburg ATP International Series       | Travis Parrott Filip Polášek         | 3:6, 7:6, 7:6  | Rohan Bopanna Maks Mirny              | Victor Hănescu Fernando Verdasco      | Rainer Schüttler Mischa Zverev Michaił Jełgin Janko Tipsarević     |
| 27 października | BNP Paribas Masters Paryż ATP Masters Series                  | Jo-Wilfried Tsonga                   | 6:3, 3:6, 6:4  | David Nalbandian                      | Nikołaj Dawydienko James Blake        | Andy Murray Rafael Nadal Roger Federer Andy Roddick                |
| 27 października | BNP Paribas Masters Paryż ATP Masters Series                  | Jonas Björkman Kevin Ullyett         | 6:2, 6:2       | Jeff Coetzee Wesley Moodie            | Nikołaj Dawydienko James Blake        | Andy Murray Rafael Nadal Roger Federer Andy Roddick                |

## Listopad
| Data         | Turniej                                        | Zwycięzcy                    | Wynik    | Finaliści            | Półfinaliści             | Ćwierćfinaliści                                                                    |
| ------------ | ---------------------------------------------- | ---------------------------- | -------- | -------------------- | ------------------------ | ---------------------------------------------------------------------------------- |
| 10 listopada | Tennis Masters Cup Szanghaj Tennis Masters Cup | Novak Đoković                | 6:1, 7:5 | Nikołaj Dawydienko   | Gilles Simon Andy Murray | Roger Federer Andy Roddick Radek Štěpánek Juan Martín del Potro Jo-Wilfried Tsonga |
| 10 listopada | Tennis Masters Cup Szanghaj Tennis Masters Cup | Daniel Nestor Nenad Zimonjić | 7:6, 6:2 | Bob Bryan Mike Bryan | Gilles Simon Andy Murray | Roger Federer Andy Roddick Radek Štěpánek Juan Martín del Potro Jo-Wilfried Tsonga |

## Wygrane turnieje (wraz z Wielkim Szlemem)
Stan na koniec sezonu

### gra pojedyncza - klasyfikacja tenisistów
| Lp | Wygrane | Tenisista             | Państwo           |
| 1  | 7       | Rafael Nadal          | Hiszpania         |
| 2  | 5       | Andy Murray           | Wielka Brytania   |
| 3  | 4       | Juan Martín del Potro | Argentyna         |
|    | 4       | Roger Federer         | Szwajcaria        |
|    | 4       | Novak Đoković         | Serbia            |
| 4  | 3       | Nikołaj Dawydienko    | Rosja             |
|    | 3       | Gilles Simon          | Francja           |
|    | 3       | Andy Roddick          | Stany Zjednoczone |
| 5  | 2       | Michaël Llodra        | Francja           |
|    | 2       | Nicolás Almagro       | Hiszpania         |
|    | 2       | Fernando González     | Chile             |
|    | 2       | David Ferrer          | Hiszpania         |
|    | 2       | Dmitrij Tursunow      | Rosja             |
|    | 2       | David Nalbandian      | Argentyna         |
|    | 2       | Jo-Wilfried Tsonga    | Francja           |
| 6  | 1       | Michaił Jużny         | Rosja             |
|    | 1       | Philipp Kohlschreiber | Niemcy            |
|    | 1       | Kei Nishikori         | Japonia           |
|    | 1       | Serhij Stachowski     | Ukraina           |
|    | 1       | Steve Darcis          | Belgia            |
|    | 1       | Sam Querrey           | Stany Zjednoczone |
|    | 1       | Marcel Granollers     | Hiszpania         |
|    | 1       | Ivo Karlović          | Chorwacja         |
|    | 1       | Victor Hănescu        | Rumunia           |
|    | 1       | Fabrice Santoro       | Francja           |
|    | 1       | Tommy Robredo         | Hiszpania         |
|    | 1       | Albert Montañés       | Hiszpania         |
|    | 1       | Fernando Verdasco     | Hiszpania         |
|    | 1       | Marin Čilić           | Chorwacja         |
|    | 1       | Tomáš Berdych         | Czechy            |
|    | 1       | Igor Kunicyn          | Rosja             |
|    | 1       | Philipp Petzschner    | Niemcy            |
|    | 1       | Robin Söderling       | Szwecja           |

### gra pojedyncza - klasyfikacja państw
| Lp | Państwo           | Turnieje |
| 1  | Hiszpania         | 15       |
| 2  | Francja           | 8        |
| 3  | Rosja             | 7        |
| 4  | Argentyna         | 6        |
| 5  | Wielka Brytania   | 5        |
| 6  | Stany Zjednoczone | 4        |
|    | Szwajcaria        | 4        |
|    | Serbia            | 4        |
| 7  | Chile             | 2        |
|    | Chorwacja         | 2        |
|    | Niemcy            | 2        |
| 8  | Japonia           | 1        |
|    | Ukraina           | 1        |
|    | Belgia            | 1        |
|    | Rumunia           | 1        |
|    | Czechy            | 1        |
|    | Szwecja           | 1        |

### gra podwójna - klasyfikacja tenisistów
| Lp | Wygrane | Tenisista             | Państwo           |
| 1  | 5       | Bob Bryan             | Stany Zjednoczone |
|    | 5       | Mike Bryan            | Stany Zjednoczone |
|    | 5       | Daniel Nestor         | Kanada            |
|    | 5       | Nenad Zimonjić        | Serbia            |
| 2  | 4       | Marcelo Melo          | Brazylia          |
|    | 4       | Andy Ram              | Izrael            |
| 3  | 3       | Luis Horna            | Peru              |
|    | 3       | André Sá              | Brazylia          |
|    | 3       | Mahesh Bhupathi       | Indie             |
|    | 3       | Mark Knowles          | Bahamy            |
|    | 3       | Michaël Llodra        | Francja           |
|    | 3       | Kevin Ullyett         | Zimbabwe          |
|    | 3       | Jonas Björkman        | Szwecja           |
| 4  | 2       | Jonatan Erlich        | Izrael            |
|    | 2       | Juan Mónaco           | Argentyna         |
|    | 2       | Rainer Schüttler      | Niemcy            |
|    | 2       | Philipp Kohlschreiber | Niemcy            |
|    | 2       | Michal Mertiňák       | Słowacja          |
|    | 2       | Michaił Jużny         | Rosja             |
|    | 2       | Mischa Zverev         | Niemcy            |
|    | 2       | Maks Mirny            | Białoruś          |
|    | 2       | Mariusz Fyrstenberg   | Polska            |
|    | 2       | Marcin Matkowski      | Polska            |
|    | 2       | Filip Polášek         | Słowacja          |
| 5  | 1       | Martín García         | Argentyna         |
|    | 1       | David Škoch           | Czechy            |
|    | 1       | Sanchai Ratiwatana    | Tajlandia         |
|    | 1       | Sonchat Ratiwatana    | Tajlandia         |
|    | 1       | Richard Gasquet       | Francja           |
|    | 1       | Jo-Wilfried Tsonga    | Francja           |
|    | 1       | José Acasuso          | Argentyna         |
|    | 1       | Sebastián Prieto      | Argentyna         |
|    | 1       | Martin Damm           | Czechy            |
|    | 1       | Pavel Vízner          | Czechy            |
|    | 1       | Jamie Murray          | Wielka Brytania   |
|    | 1       | Tomáš Berdych         | Czechy            |
|    | 1       | Dmitrij Tursunow      | Rosja             |
|    | 1       | Agustín Calleri       | Argentyna         |
|    | 1       | Scott Lipsky          | Stany Zjednoczone |
|    | 1       | David Martin          | Stany Zjednoczone |
|    | 1       | Oliver Marach         | Austria           |
|    | 1       | Paul Hanley           | Australia         |
|    | 1       | Jordan Kerr           | Australia         |
|    | 1       | Julien Benneteau      | Francja           |
|    | 1       | Máximo González       | Argentyna         |
|    | 1       | Ernests Gulbis        | Łotwa             |
|    | 1       | Jeff Coetzee          | Południowa Afryka |
|    | 1       | Wesley Moodie         | Południowa Afryka |
|    | 1       | Rafael Nadal          | Hiszpania         |
|    | 1       | Tommy Robredo         | Hiszpania         |
|    | 1       | Michael Berrer        | Niemcy            |
|    | 1       | Albert Montañés       | Hiszpania         |
|    | 1       | Santiago Ventura      | Hiszpania         |
|    | 1       | Pablo Cuevas          | Urugwaj           |
|    | 1       | Mario Ančić           | Chorwacja         |
|    | 1       | Jürgen Melzer         | Austria           |
|    | 1       | Bruno Soares          | Brazylia          |
|    | 1       | Christopher Kas       | Niemcy            |
|    | 1       | Jaroslav Levinský     | Czechy            |
|    | 1       | Mardy Fish            | Stany Zjednoczone |
|    | 1       | John Isner            | Stany Zjednoczone |
|    | 1       | Robin Söderling       | Szwecja           |
|    | 1       | František Čermák      | Czechy            |
|    | 1       | Rogier Wassen         | Holandia          |
|    | 1       | Ashley Fisher         | Australia         |
|    | 1       | Tripp Phillips        | Stany Zjednoczone |
|    | 1       | James Cerretani       | Stany Zjednoczone |
|    | 1       | Victor Hănescu        | Rumunia           |
|    | 1       | Petr Pála             | Czechy            |
|    | 1       | Rohan Bopanna         | Indie             |
|    | 1       | Eric Butorac          | Stany Zjednoczone |
|    | 1       | Marc Gicquel          | Francja           |
|    | 1       | Robert Lindstedt      | Szwecja           |
|    | 1       | Nicolas Devilder      | Francja           |
|    | 1       | Paul-Henri Mathieu    | Francja           |
|    | 1       | Stephen Huss          | Australia         |
|    | 1       | Ross Hutchins         | Wielka Brytania   |
|    | 1       | Lukáš Dlouhý          | Czechy            |
|    | 1       | Leander Paes          | Indie             |
|    | 1       | Arnaud Clément        | Francja           |
|    | 1       | Serhij Stachowski     | Ukraina           |
|    | 1       | Potito Starace        | Włochy            |
|    | 1       | Travis Parrott        | Stany Zjednoczone |

### gra podwójna - klasyfikacja państw
| Lp | Państwo           | Turnieje |
| 1  | Stany Zjednoczone | 18       |
| 2  | Francja           | 10       |
| 3  | Brazylia          | 8        |
|    | Czechy            | 8        |
|    | Niemcy            | 8        |
| 4  | Argentyna         | 7        |
| 5  | Izrael            | 6        |
| 6  | Indie             | 5        |
|    | Szwecja           | 5        |
|    | Kanada            | 5        |
|    | Serbia            | 5        |
| 7  | Hiszpania         | 4        |
|    | Australia         | 4        |
|    | Polska            | 4        |
|    | Słowacja          | 4        |
| 8  | Peru              | 3        |
|    | Rosja             | 3        |
|    | Bahamy            | 3        |
|    | Zimbabwe          | 3        |
| 9  | Tajlandia         | 2        |
|    | Południowa Afryka | 2        |
|    | Austria           | 2        |
|    | Wielka Brytania   | 2        |
|    | Białoruś          | 1        |
| 10 | Łotwa             | 1        |
|    | Urugwaj           | 1        |
|    | Chorwacja         | 1        |
|    | Holandia          | 1        |
|    | Rumunia           | 1        |
|    | Ukraina           | 1        |
|    | Włochy            | 1        |

### ogólna klasyfikacja tenisistów
| Lp | Tenisista             | Singel | Debel | Mikst | Suma |
| 1  | Rafael Nadal          | 7      | 1     | -     | 8    |
| 2  | Bob Bryan             | -      | 5     | 2     | 7    |
| 3  | Nenad Zimonjić        | -      | 5     | 1     | 6    |
| 4  | Andy Murray           | 5      | -     | -     | 5    |
|    | Michaël Llodra        | 2      | 3     | -     | 5    |
|    | Mike Bryan            | -      | 5     | -     | 5    |
|    | Daniel Nestor         | -      | 5     | -     | 5    |
| 5  | Juan Martín del Potro | 4      | -     | -     | 4    |
|    | Roger Federer         | 4      | -     | -     | 4    |
|    | Novak Đoković         | 4      | -     | -     | 4    |
|    | Marcelo Melo          | -      | 4     | -     | 4    |
|    | Andy Ram              | -      | 4     | -     | 4    |
| 6  | Nikołaj Dawydienko    | 3      | -     | -     | 3    |
|    | Gilles Simon          | 3      | -     | -     | 3    |
|    | Andy Roddick          | 3      | -     | -     | 3    |
|    | Jo-Wilfried Tsonga    | 2      | 1     | -     | 3    |
|    | Philipp Kohlschreiber | 1      | 2     | -     | 3    |
|    | Michaił Jużny         | 1      | 2     | -     | 3    |
|    | Luis Horna            | -      | 3     | -     | 3    |
|    | André Sá              | -      | 3     | -     | 3    |
|    | Mahesh Bhupathi       | -      | 3     | -     | 3    |
|    | Mark Knowles          | -      | 3     | -     | 3    |
|    | Kevin Ullyett         | -      | 3     | -     | 3    |
|    | Jonas Björkman        | -      | 3     | -     | 3    |
| 7  | Nicolás Almagro       | 2      | -     | -     | 2    |
|    | Fernando González     | 2      | -     | -     | 2    |
|    | David Ferrer          | 2      | -     | -     | 2    |
|    | David Nalbandian      | 2      | -     | -     | 2    |
|    | Juan Mónaco           | 1      | 1     | -     | 2    |
|    | Tommy Robredo         | 1      | 1     | -     | 2    |
|    | Albert Montañés       | 1      | 1     | -     | 2    |
|    | Victor Hănescu        | 1      | 1     | -     | 2    |
|    | Tomáš Berdych         | 1      | 1     | -     | 2    |
|    | Dmitrij Tursunow      | 1      | 1     | -     | 2    |
|    | Serhij Stachowski     | 1      | 1     | -     | 2    |
|    | Robin Söderling       | 1      | 1     | -     | 2    |
|    | Jonatan Erlich        | -      | 2     | -     | 2    |
|    | Rainer Schüttler      | -      | 2     | -     | 2    |
|    | Michal Mertiňák       | -      | 2     | -     | 2    |
|    | Leander Paes          | -      | 1     | 1     | 2    |
|    | Mischa Zverev         | -      | 2     | -     | 2    |
|    | Maks Mirny            | -      | 2     | -     | 2    |
|    | Mariusz Fyrstenberg   | -      | 2     | -     | 2    |
|    | Marcin Matkowski      | -      | 2     | -     | 2    |
|    | Filip Polášek         | -      | 2     | -     | 2    |
| 8  | Dmitrij Tursunow      | 1      | -     | -     | 1    |
|    | Kei Nishikori         | 1      | -     | -     | 1    |
|    | Steve Darcis          | 1      | -     | -     | 1    |
|    | Sam Querrey           | 1      | -     | -     | 1    |
|    | Marcel Granollers     | 1      | -     | -     | 1    |
|    | Ivo Karlović          | 1      | -     | -     | 1    |
|    | Fabrice Santoro       | 1      | -     | -     | 1    |
|    | Fernando Verdasco     | 1      | -     | -     | 1    |
|    | Marin Čilić           | 1      | -     | -     | 1    |
|    | Igor Kunicyn          | 1      | -     | -     | 1    |
|    | Philipp Petzschner    | 1      | -     | -     | 1    |
|    | Martín García         | -      | 1     | -     | 1    |
|    | David Škoch           | -      | 1     | -     | 1    |
|    | Sanchai Ratiwatana    | -      | 1     | -     | 1    |
|    | Sonchat Ratiwatana    | -      | 1     | -     | 1    |
|    | Richard Gasquet       | -      | 1     | -     | 1    |
|    | José Acasuso          | -      | 1     | -     | 1    |
|    | Sebastián Prieto      | -      | 1     | -     | 1    |
|    | Martin Damm           | -      | 1     | -     | 1    |
|    | Pavel Vízner          | -      | 1     | -     | 1    |
|    | Jamie Murray          | -      | 1     | -     | 1    |
|    | Agustín Calleri       | -      | 1     | -     | 1    |
|    | Scott Lipsky          | -      | 1     | -     | 1    |
|    | David Martin          | -      | 1     | -     | 1    |
|    | Oliver Marach         | -      | 1     | -     | 1    |
|    | Paul Hanley           | -      | 1     | -     | 1    |
|    | Jordan Kerr           | -      | 1     | -     | 1    |
|    | Julien Benneteau      | -      | 1     | -     | 1    |
|    | Máximo González       | -      | 1     | -     | 1    |
|    | Ernests Gulbis        | -      | 1     | -     | 1    |
|    | Jeff Coetzee          | -      | 1     | -     | 1    |
|    | Wesley Moodie         | -      | 1     | -     | 1    |
|    | Michael Berrer        | -      | 1     | -     | 1    |
|    | Santiago Ventura      | -      | 1     | -     | 1    |
|    | Pablo Cuevas          | -      | 1     | -     | 1    |
|    | Mario Ančić           | -      | 1     | -     | 1    |
|    | Jürgen Melzer         | -      | 1     | -     | 1    |
|    | Bruno Soares          | -      | 1     | -     | 1    |
|    | Christopher Kas       | -      | 1     | -     | 1    |
|    | Jaroslav Levinský     | -      | 1     | -     | 1    |
|    | Mardy Fish            | -      | 1     | -     | 1    |
|    | John Isner            | -      | 1     | -     | 1    |
|    | František Čermák      | -      | 1     | -     | 1    |
|    | Rogier Wassen         | -      | 1     | -     | 1    |
|    | Tripp Phillips        | -      | 1     | -     | 1    |
|    | Ashley Fisher         | -      | 1     | -     | 1    |
|    | James Cerretani       | -      | 1     | -     | 1    |
|    | Petr Pála             | -      | 1     | -     | 1    |
|    | Rohan Bopanna         | -      | 1     | -     | 1    |
|    | Eric Butorac          | -      | 1     | -     | 1    |
|    | Marc Gicquel          | -      | 1     | -     | 1    |
|    | Robert Lindstedt      | -      | 1     | -     | 1    |
|    | Nicolas Devilder      | -      | 1     | -     | 1    |
|    | Paul-Henri Mathieu    | -      | 1     | -     | 1    |
|    | Stephen Huss          | -      | 1     | -     | 1    |
|    | Ross Hutchins         | -      | 1     | -     | 1    |
|    | Lukáš Dlouhý          | -      | 1     | -     | 1    |
|    | Arnaud Clément        | -      | 1     | -     | 1    |
|    | Potito Starace        | -      | 1     | -     | 1    |
|    | Travis Parrott        | -      | 1     | -     | 1    |

### ogólna klasyfikacja państw
| Lp | Państwo           | Singel | Debel | Mikst | Suma |
| 1  | Stany Zjednoczone | 4      | 18    | 2     | 24   |
| 2  | Hiszpania         | 15     | 4     | -     | 19   |
| 3  | Francja           | 8      | 10    | -     | 18   |
| 4  | Argentyna         | 6      | 7     | -     | 13   |
| 5  | Rosja             | 7      | 3     | -     | 10   |
|    | Serbia            | 4      | 5     | 1     | 10   |
|    | Niemcy            | 2      | 8     | -     | 10   |
| 6  | Czechy            | 1      | 8     | -     | 9    |
| 7  | Brazylia          | -      | 8     | -     | 8    |
| 8  | Wielka Brytania   | 5      | 2     | -     | 7    |
|    | Izrael            | -      | 7     | -     | 7    |
| 9  | Indie             | -      | 5     | 1     | 6    |
|    | Szwecja           | 1      | 5     | -     | 6    |
| 10 | Kanada            | -      | 5     | -     | 5    |
| 11 | Szwajcaria        | 4      | -     | -     | 4    |
|    | Australia         | -      | 4     | -     | 4    |
|    | Polska            | -      | 4     | -     | 4    |
|    | Słowacja          | -      | 4     | -     | 4    |
| 12 | Chorwacja         | 2      | 1     | -     | 3    |
|    | Peru              | -      | 3     | -     | 3    |
|    | Bahamy            | -      | 3     | -     | 3    |
|    | Zimbabwe          | -      | 3     | -     | 3    |
| 13 | Chile             | 2      | -     | -     | 2    |
|    | Rumunia           | 1      | 1     | -     | 2    |
|    | Ukraina           | 1      | 1     | -     | 2    |
|    | Tajlandia         | -      | 2     | -     | 2    |
|    | Południowa Afryka | -      | 2     | -     | 2    |
|    | Austria           | -      | 2     | -     | 2    |
| 14 | Japonia           | 1      | -     | -     | 1    |
|    | Belgia            | 1      | -     | -     | 1    |
|    | Białoruś          | -      | 1     | -     | 1    |
|    | Łotwa             | -      | 1     | -     | 1    |
|    | Urugwaj           | -      | 1     | -     | 1    |
|    | Holandia          | -      | 1     | -     | 1    |
|    | Włochy            | -      | 1     | -     | 1    |